# Христюк Ярослав Андрійович
Яросла́в Андрі́йович Христю́к — молодший сержант Збройних сил України, учасник російсько-української війни.

## Життєпис
У мирний час проживав у Браїлові. Перед початком війни Ярославу виповнилося 26 років. Служив у 36-й окремій бригаді морської піхоти, брав участь в обороні Маріуполя 2022 року.
Був близьким другом відомої військової парамедикині Катерини Поліщук (Пташки зі сталі) і хотів з нею одружитися. Ярослав приходив до місця, де перебувала Пташка двічі, але її не було, бо вона рятувала свого побратима Віталія Бердюгіна і тому не встигла сказати Ярославу, що згодна вийти за нього заміж.
Загинув, рятуючи пораненим свого побратима "Грішу" при обороні Маріуполя 17 березня 2022. Зазнав двох кульових поранень у груди й одного в шию.

## Нагороди та вшанування
- Указом Президента України № 567/2016 від 21 грудня 2016 року за «особисту мужність і самовідданість, виявлені у захисті державного суверенітету та територіальної цілісності України, вірність військовій присязі» медаллю «Захиснику Вітчизни»[4]
- Указом Президента України № 29/2019 від 31 січня 2019 року за «особисту мужність і самовіддані дії, виявлені у захисті державного суверенітету та територіальної цілісності України» орденом «За мужність» III ступеня[5]
- Указом Президента України № 741/2019 від 10 жовтня 2019 року за «особисту мужність і самовіддані дії, виявлені у захисті державного суверенітету та територіальної цілісності України» орденом «За мужність» II ступеня[6]